# Église protestante Saint-Michel d'Allenwiller
L’église Saint-Michel, située dans la commune déléguée d’Allenwiller dans la collectivité européenne d’Alsace, est une église paroissiale bâtie au XIIIe siècle. Passée au culte protestant en 1570, elle devient en 1687 une église simultanée et le reste jusqu’à la construction de l’église catholique en 1906.
Il subsiste de l’église d’origine le clocher fortifié, qui était peut-être complémentaire d’une nef ou d’un cimetière fortifié dont l’existence n’a toutefois pas pu être clairement démontrée. La nef a été reconstruite au moins deux fois : une première fois au Moyen Âge, peut-être au XIVe siècle, et une seconde fois en 1739.

## Histoire
La date de construction de l’église n’est pas connue, mais se situe probablement entre 1220 et 1250, quelque temps avant qu’elle apparaisse pour la première fois dans les documents écrits, en 1283,. Elle est alors la propriété de la famille d’Ochsenstein, qui possèdent Allenwiller depuis la fin du XIIe siècle. Les transformations ultérieures du Moyen Âge sont mal connues, mais incluent une reconstruction de la nef, peut-être contemporaine des fenêtres gothiques qui ont été percées dans la tour au XIVe siècle.
Lorsque le comté de Deux-Ponts-Bitche, qui a hérité Allenwiller des Ochsenstein en 1485, est intégré au domaine de Philippe IV de Hanau-Lichtenberg en 1570, celui-ci y impose immédiatement la religion réformée selon le principe du cujus regio, ejus religio. Cette situation se poursuit jusqu’en 1687, date à laquelle est mis en place le simultaneum garanti par décret royal depuis l’annexion de l’Alsace.
La nef médiévale est démolie en 1739 et remplacée par une construction néoclassique. Une nouvelle sacristie est également édifiée pendant le même chantier. Les travaux suivant datent de 1907, lorsque l’église est entièrement adaptée au culte protestant, le simultaneum ayant pris fin l’année précédente avec l’inauguration de la nouvelle église catholique.

## Architecture

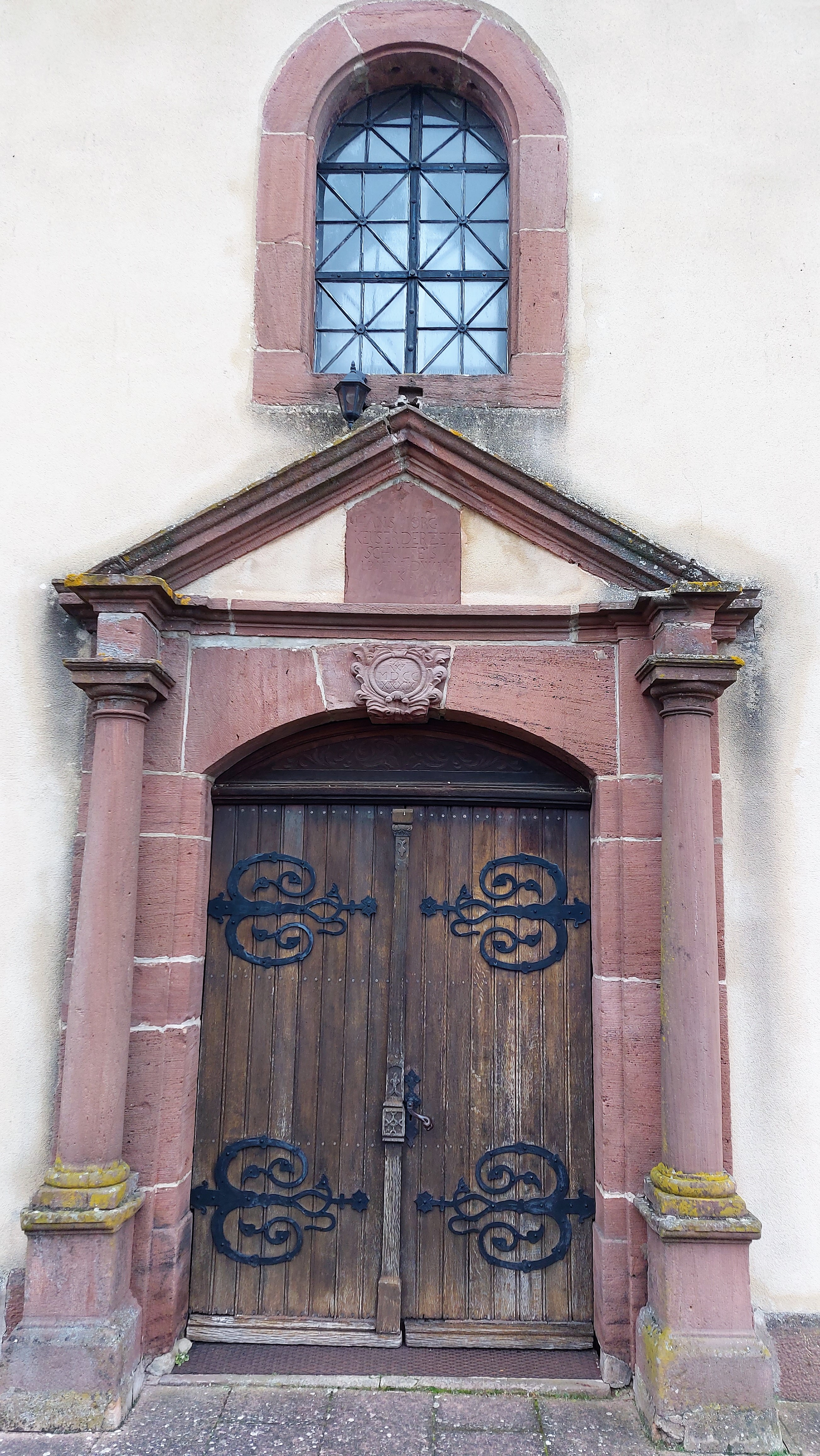
Le portail occidental.

Le principal élément conservé de l’église d’origine est le clocher. Celui est placé à l’est et son rez-de-chaussée sert également de chœur. Celui-ci est voûté d’ogives retombant sur des colonnes à chapiteaux décorés de feuillages. L’étage supérieur du clocher est entouré à l’extérieur de corbeaux, qui ont probablement servi de supports à une galerie de hourds permettant d’assurer la défense de l’édifice. L’emploi de la pince à blocs, identifiable par les trous de griffe sur les pierres, le style des corbeaux et des chapiteaux, ainsi que le profil en boudin des voûtains sont caractéristiques de la période de transition entre le style roman et le style gothique, ce qui permet d’établir que la tour est une construction homogène édifiée dans une fenêtre temporelle comprise entre 1220 et 1250. Les modifications ultérieures se sont limités au percement de fenêtres gothiques dans le chœur, peut-être au cours du XIVe siècle,.
La nef est une construction assez simple seulement couverte d’un plafond, sans voûtes. Le mur occidental est percé d’un portail néoclassique à deux colonnes supportant un fronton. Celui-ci porte l’inscription « Hans Jorg Keyser der Zeit Schultheis HB. MH. HB. DW. PMP. IK. », qui est peut-être la signature du commanditaire et de l’équipe chargée du chantier, tandis que le millésime 1739 se trouve sur le linteau.